# Lokavec (Ajdovščina)
Lokavec (Duits: Thalberg) is een plaats in Slovenië en maakt deel uit van de gemeente Ajdovščina in de NUTS-3-regio Goriška. De plaats telde 1.119 inwoners op 1 januari 2020.

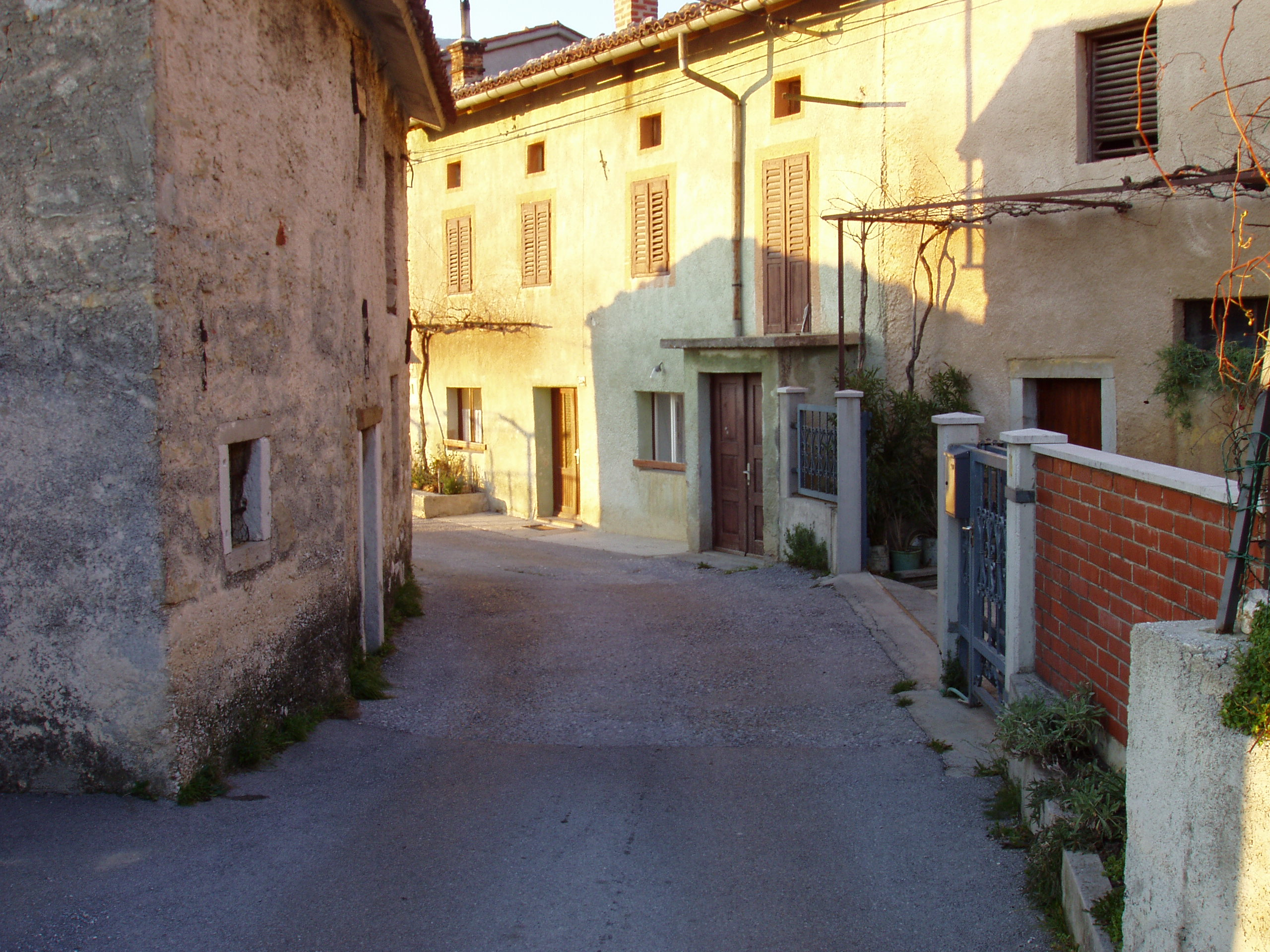
Dorpsstraatje